# Kościół Nawrócenia św. Pawła Apostoła w Sandomierzu
Kościół Nawrócenia św. Pawła Apostoła – zabytkowa świątynia rzymskokatolicka w Sandomierzu.

## Położenie
Kościół znajduje się w zachodniej części Sandomierza, przy ulicy Staromiejskiej 11. Leży na wysokim brzegu skarpy wiślanej, u górnego wylotu Wąwozu św. Królowej Jadwigi, ok. 400 m na północny zachód od kościoła św. Jakuba i jest kolejnym, po świątyni Jakubowej, punktem Małopolskiej Drogi św. Jakuba.

## Opis
Pierwotny drewniany kościół wybudowany został w 1226 roku z inicjatywy biskupa krakowskiego Iwona Odrowąża. Po pożarze postawiono nowy, gotycki, murowany kościół. Jego budowa trwała 8 lat i skończyła się w 1434 roku. W latach 1706 i 1719 przekształcony na barokowy.

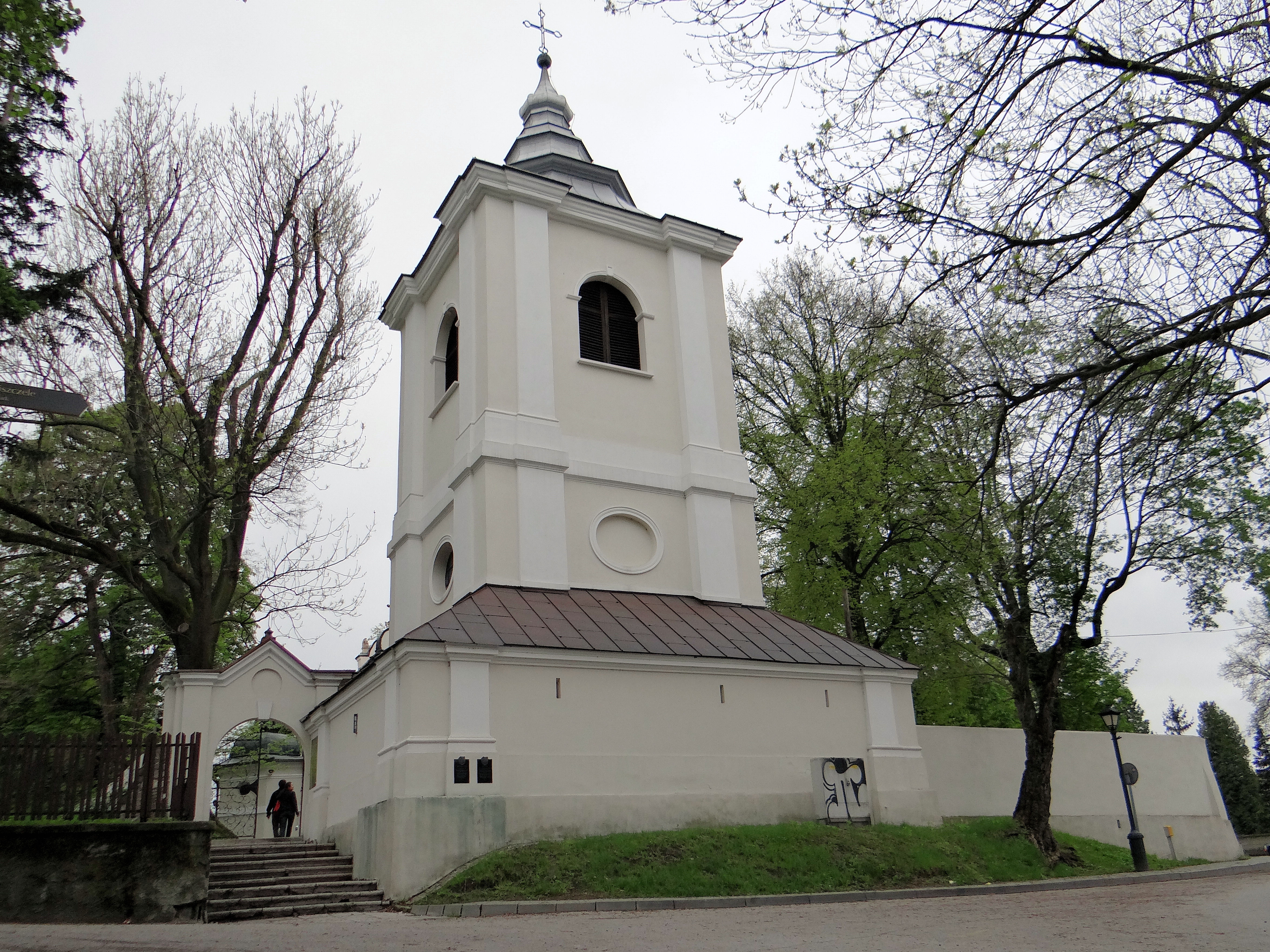
Widok od strony ul. Staromiejskiej. Dzwonnica.

## Pomnik historii
22 listopada 2017 r. decyzją Prezydenta RP Andrzeja Dudy na wniosek Ministra Kultury i Dziedzictwa Narodowego Piotra Glińskiego, po uzyskaniu opinii Rady Ochrony Zabytków, wpisano sandomierski historyczny zespół architektoniczno-krajobrazowy na listę pomników historii, przyznawany zabytkom nieruchomym o szczególnej wartości historycznej, naukowej i artystycznej, utrwalonym w powszechnej świadomości i mającym duże znaczenie dla dziedzictwa kulturalnego Polski. Obszar tego pomnika obejmuje zabytki sandomierskiej starówki, w tym między innymi bazylikę katedralną, sandomierskie kościoły pw. Nawrócenia świętego Pawła, pw. św. Jakuba, pw. św. Michała, pw. św. Józefa, pw. Ducha Świętego, Dom Długosza, średniowieczny układ urbanistyczny miasta, Brama Opatowska, ratusz, Collegium Gostomianum, Wąwóz Królowej Jadwigi i Wąwóz Piszczele.